# Ich will Spaß (Musical)
Ich will Spaß ist ein Musical mit Liedern der Neuen Deutschen Welle der 1980er Jahre. Die Uraufführung fand am 5. Oktober 2008 in Essen statt, wo das Musical im Colosseum Theater bis zum 26. Juli 2009 aufgeführt wurde.
Grundlage für das Stück ist das niederländische Musical Doe Maar! (mit Musik der gleichnamigen Band), das ebenfalls in den 80ern spielt und ähnliche Handlungsstränge und Charaktere aufweist.

## Handlung
Cleo und Rosi träumen von einer Reise in die große weite Welt nach ihrem Abitur. Beide sind verliebt in den Mädchenhelden Ritch und so kommt es bald zu Konflikten in ihrer Freundschaft. Cleo gewinnt die Liebe des Schürzenjägers, der aber tief in sich drin auch auf der Suche nach sich selbst ist und seinen jüngeren Bruder Tommie eine Stütze sein muss, da sie ohne Eltern aufwachsen.
Währenddessen trennen sich Doris und Herbert, Rosis Eltern. Herbert zieht zu Flora, Cleos Mutter, die sich stark für soziale Proteste und Friedensaktivismus einsetzt. Auch hier kommt es zu Konflikten zwischen dem Hippie und dem streng Konservativen.
Dann taucht nach langer Zeit Ritch Vater Falk, ein Weltenbummler, wieder auf und das Chaos ist vorprogrammiert. Ritch möchte sich nichts sagen lassen, denn er und sein Bruder sind auch ohne den Vater gut zurechtgekommen, während Falk versucht wieder ein guter Vater zu sein.
Cleo wird schwanger und die große Reise zum Himalaya scheint in weite Ferne gerückt zu sein. Auch Ritch steht vor einem großen Schicksalsschlag, denn sein Vater, mit dem er sich mittlerweile ausgesöhnt hat, stirbt.
Nun scheint alles verloren zu sein, doch mit vereinten Kräften werden die Fäden wieder zusammen geknüpft und es kommt zu einem Happy End.

## Besetzung
- Cleo: Romina Langenhan
- Rosi: Leila Valio
- Ritch: Michael Eisenburger
- Tommie: Michael Ernst
- Falk: Heiko Wolff
- Herbert: Cusch Jung
- Doris: Sonja Herrmann
- Flora: Claudia Stangl/Nina Janke/Melanie Wiegmann

## Lieder
| Lied                             | Rolle                                                            | Originalinterpret  |
| -------------------------------- | ---------------------------------------------------------------- | ------------------ |
| Ich will                         | Cleo, Doris, Herbert, Ritch, Flora, Rosi, Tommie, Ensemble, Band | UKW                |
| Nur geträumt                     | Cleo, Rosie                                                      | Nena               |
| Anna – Lassmichrein Lassmichraus | Ritch, Ensemble                                                  | Trio               |
| Hurra, hurra, die Schule brennt  | Tommie, Ensemble, Band                                           | Extrabreit         |
| Bruttosozialprodukt              | Herbert, Ensemble                                                | Geier Sturzflug    |
| Hohe Berge                       | Cleo, Ensemble                                                   | Frl. Menke         |
| Es geht voran                    | Flora, Ensemble, Band                                            | Fehlfarben         |
| Codo                             | Flora, Herbert, Band                                             | DÖF                |
| Eiszeit                          | Ritch, Falk, Ensemble, Band                                      | Ideal              |
| Da Da Da                         | Doris, Herbert, Ensemble                                         | Trio               |
| Ich schau’ dich an               | Ensemble                                                         | Spider Murphy Gang |
| ? (Fragezeichen)                 | Flora, Cleo, Doris                                               | Nena               |
| Skandal im Sperrbezirk           | Rosi, Ensemble, Band                                             | Spider Murphy Gang |
| Carbonara                        | Falk, Doris, Herbert, Flora, Ensemble, Band                      | Spliff             |
| Sternenhimmel                    | Ritch, Cleo, Ensemble, Band                                      | Hubert Kah         |
| 99 Luftballons                   | Flora, Ensemble                                                  | Nena               |
| Der Kommissar                    | Ritch, Ensemble, Band                                            | Falco              |
| Ich will Spaß                    | Doris, Herbert                                                   | Markus             |
| Rosemarie                        | Tommie, Rosi, Falk, Ensemble                                     | Hubert Kah         |
| Rette mich                       | Cleo                                                             | Nena               |
| Aloha heja he                    | Falk, Ensemble, Band                                             | Achim Reichel      |
| Leuchtturm                       | Ritch, Ensemble                                                  | Nena               |
| Irgendwie, irgendwo, irgendwann  | Flora, Cleo, Ritch, Falk, Ensemble                               | Nena               |

## Kritiken
„Sahnehits am laufenden Band“

„Herrlich… und das Publikum singt mit“